# 肯·约翰逊 (1962年)
肯尼思·H·约翰逊（英語：Kenneth H. Johnson，1962年11月7日—），出生于亚拉巴马州Tuskegee，美国NBA联盟前职业篮球运动员。他在1985年的NBA选秀中第2轮第4顺位被芝加哥公牛选中。